# Hugo Toledo
Hugo David Toledo (partido de Lomas de Zamora, 25 de noviembre de 1937) es un político y escribano argentino, perteneciente al Partido Justicialista, que desempeñó diversos cargos, entre ellos diputado nacional representando a la provincia de Buenos Aires. Por otro lado, se desempeñó como intendente del partido de Lomas de Zamora, entre otros cargos.

## Biografía
Toledo, escribano lomense, era reconocido como socio de Eduardo Duhalde en una inmobiliaria que tenían en conjunto. Amigos personales, se habían conocido trabajando en la municipalidad de la ciudad en la década de 1970. Comenzó su carrera política sucediendo a Duhalde como Intendente de Lomas de Zamora como su «delfín» tras ser electo como tal, asumiendo el 10 de diciembre de 1987. Para ese entonces, Duhalde comenzaba a posicionarse en el Frente Justicialista de Unidad Popular y, para 1989, sería electo vicepresidente de Argentina.
En 1991 Duhalde fue electo como Gobernador de la Provincia de Buenos Aires, y Toledo fue designado como Ministro de Obras Públicas, cargo que ocupó hasta 1998, cuando decidió intentar ganar la interna del Partido Justicialista como candidato a gobernador para las elecciones provinciales de ese año.
La hija de Toledo, Liana, se casó con Martín Insaurralde en la década de 1990, boda ampliamente cubierta por los medios argentinos, a la que asistió Carlos Menem. Insaurralde llegaría también a ser intendente de Lomas de Zamora.
Cuando Duhalde llegó a la presidencia de la Nación a finales del 2001, a principios de 2002 Toledo fue designado como asesor ad honorem en Obras Públicas, lo cual fue visto como una forma de nombrarlo virtualmente como ministro de Obras Públicas, que se encontraba disuelto en ese entonces. Cesó en su cargo con la asunción de Néstor Kirchner el 25 de mayo de 2003.
En las elecciones parlamentarias de 2003 fue electo como Diputado Nacional por el Partido Justicialista, desempeñándose hasta el 2009 como tal, ya que fue reelecto, aún sin que finalice su mandato, en el 2005.